# Sagittaria sprucei
Sagittaria sprucei är en svaltingväxtart som beskrevs av Marc Micheli. Sagittaria sprucei ingår i släktet pilbladssläktet, och familjen svaltingväxter. Inga underarter finns listade.